# Luka Ilić
Luka Ilić (Niš, 2 de julio de 1999) es un futbolista serbio que juega en la demarcación de centrocampista para el Real Oviedo de la Primera División de España.

## Selección nacional
Hizo su debut con la selección de fútbol de Serbia en un partido amistoso contra Estados Unidos que finalizó con un resultado de 1-2 a favor del combinado serbio tras los goles del propio Ilić y Veljko Simić para Serbia, y de Brandon Vazquez para el conjunto estadounidense.

### Goles internacionales
| # | Fecha               | Estadio                                                 | Oponente       | Gol | Resultado | Competición |
| - | ------------------- | ------------------------------------------------------- | -------------- | --- | --------- | ----------- |
| 1 | 25 de enero de 2023 | Banc of California Stadium, Los Ángeles, Estados Unidos | Estados Unidos | 1-1 | 1–2       | Amistoso    |

## Clubes
| Club                               | País         | Año       | Partidos | Goles |
| ---------------------------------- | ------------ | --------- | -------- | ----- |
| Manchester City F. C.              | Inglaterra   | 2017      | 0        | 0     |
| Estrella Roja de Belgrado (cedido) | Serbia       | 2017-2018 | 17       | 2     |
| NAC Breda (cedido)                 | Países Bajos | 2018-2020 | 45       | 7     |
| F. C. Twente (cedido)              | Países Bajos | 2020-2021 | 29       | 2     |
| E. S. Troyes A. C. II              | Francia      | 2022      | 7        | 2     |
| E. S. Troyes A. C.                 | Francia      | 2022      | 0        | 0     |
| F. K. TSC Bačka Topola (cedido)    | Serbia       | 2022-2023 | 29       | 8     |
| E. S. Troyes A. C.                 | Francia      | 2023-2024 | 20       | 5     |
| Estrella Roja de Belgrado          | Serbia       | 2024-2025 | 44       | 14    |
| Real Oviedo                        | España       | 2025-     |          |       |

## Palmarés

### Títulos nacionales
| Título              | Club                      | País   | Año  |
| ------------------- | ------------------------- | ------ | ---- |
| Superliga de Serbia | Estrella Roja de Belgrado | Serbia | 2018 |
| Superliga de Serbia | Estrella Roja de Belgrado | Serbia | 2025 |
| Copa de Serbia      | Estrella Roja de Belgrado | Serbia | 2025 |